# Función de supervivencia
En análisis de la supervivencia se llama función de supervivencia, también conocida en ingeniería como función de fiabilidad, a la función que mide la probabilidad de que un sujeto sobreviva más allá de un periodo de tiempo dado. 
La función de supervivencia es el complementario de la función de distribución.

## Definición
Sea T una variable aleatoria definida sobre el intervalo [0, ∞) (que suele identificarse con el "tiempo de vida"). Sea F(t) su función de distribución. Entonces se define función de supervivencia como:

{\displaystyle S(t)=P(\{T>t\})=\int _{t}^{\infty }f(u)\,du=1-F(t).}

La función de supervivencia satisface igualmente la ecuación diferencial:

{\displaystyle {\frac {{\text{d}}S(t)}{{\text{d}}t}}=-r(t)S(t)}

donde {\displaystyle r(t)} recibe el nombre de tasa de fallo, función de riesgo o mortalidad instantánea según el contexto.

## Propiedades
La función de supervivencia es monótona decreciente, es decir, {\displaystyle S(u)\leq S(t)} si {\displaystyle u>t}. Además, {\displaystyle S(t)\leq 1}. 
En muchas ocasiones {\displaystyle S(0)=1}, pero puede ocurrir que {\displaystyle S(0)\leq 1} cuando existe una probabilidad de muerte positiva en el momento t = 0.